# سیارک ۱۶۶۶۹
سیارک ۱۶۶۶۹ (به انگلیسی: 16669 Rionuevo، نامگذاری:1993XK3) شانزده هزار و ششصد و شصت و نهمین سیارک کشف شده‌است که در ۸ دسامبر ۱۹۹۳ کشف شد.
قدر مطلق سیارک برابر ۲۲.۴ است.